# Boresse-et-Martron
Boresse-et-Martron est une commune du Sud-Ouest de la France située dans le département de la Charente-Maritime (région Nouvelle-Aquitaine).
Ses habitants sont appelés les Borestronais et les Borestronaises.

## Géographie

### Localisation
Boresse-et-Martron est une commune de Haute Saintonge, à la limite du département de la Charente.
Elle se trouve dans la forêt de la Double saintongeaise et sur la rive droite du Palais, qui fait limite départementale.
Elle est formée par la fusion de deux anciennes paroisses, Boresse, où sont situées la mairie et une église, et Martron, plus en aval, où sont situés une autre église et un temple. Cette fusion a eu lieu entre 1795 et 1800.

### Communes limitrophes
|         | Guizengeard (Charente) |                          |
| Neuvicq | Boresse-et-Martron     | Saint-Vallier (Charente) |
|         | Le Fouilloux           | Sauvignac (Charente)     |

### Hydrographie
- Le Palais.

## Urbanisme

### Typologie
Au 1er janvier 2024, Boresse-et-Martron est catégorisée commune rurale à habitat très dispersé, selon la nouvelle grille communale de densité à 7 niveaux définie par l'Insee en 2022.
Elle est située hors unité urbaine et hors attraction des villes,.

### Occupation des sols
L'occupation des sols de la commune, telle qu'elle ressort de la base de données européenne d’occupation biophysique des sols Corine Land Cover (CLC), est marquée par l'importance des territoires agricoles (62,6 % en 2018), une proportion sensiblement équivalente à celle de 1990 (61,9 %). La répartition détaillée en 2018 est la suivante : 
zones agricoles hétérogènes (60,5 %), forêts (34,4 %), milieux à végétation arbustive et/ou herbacée (3 %), prairies (2,2 %). L'évolution de l’occupation des sols de la commune et de ses infrastructures peut être observée sur les différentes représentations cartographiques du territoire : la carte de Cassini (XVIIIe siècle), la carte d'état-major (1820-1866) et les cartes ou photos aériennes de l'IGN pour la période actuelle (1950 à aujourd'hui).

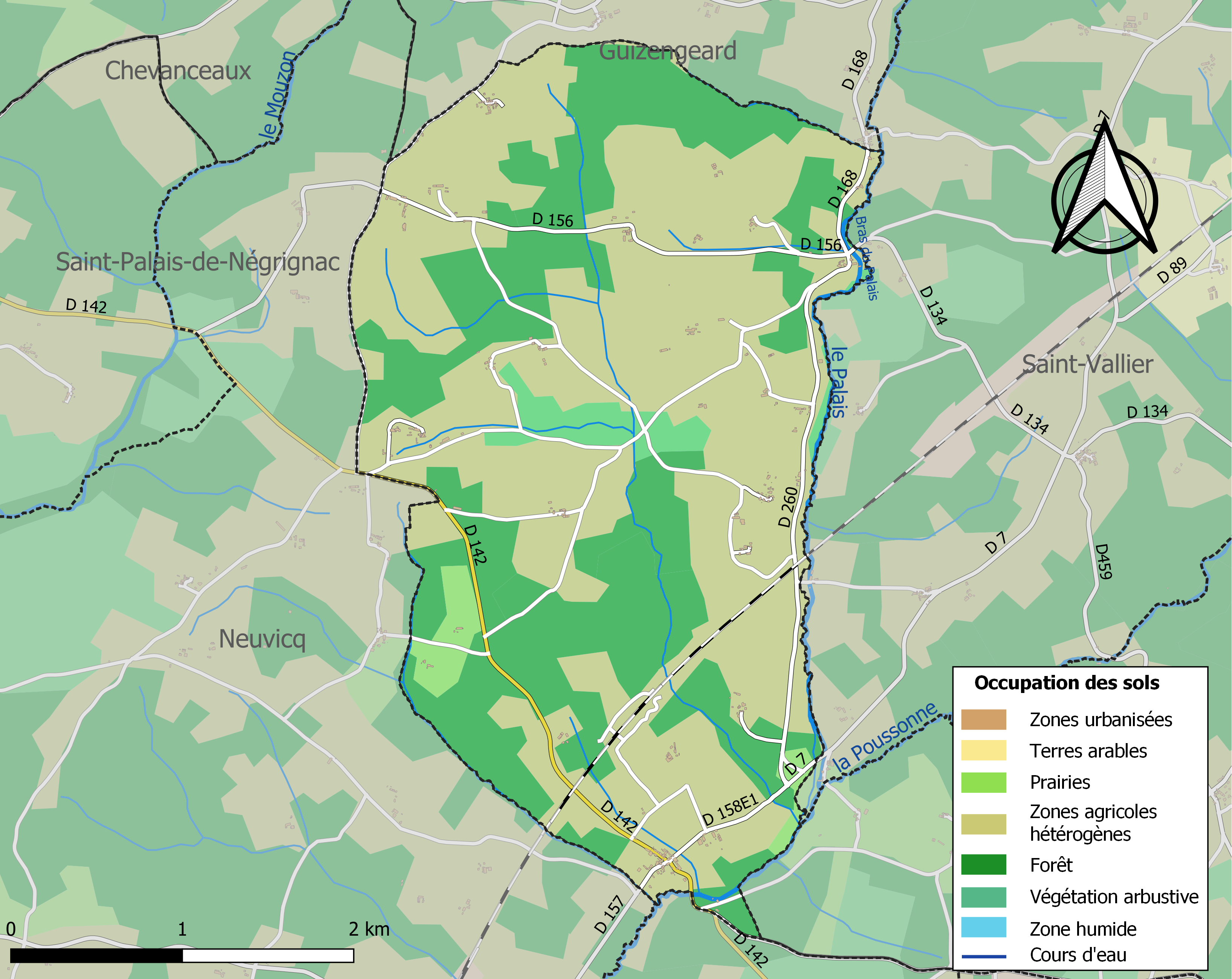
Carte des infrastructures et de l'occupation des sols de la commune en 2018 (CLC).

### Risques majeurs
Le territoire de la commune de Boresse-et-Martron est vulnérable à différents aléas naturels : météorologiques (tempête, orage, neige, grand froid, canicule ou sécheresse), inondations, feux de forêts, mouvements de terrains et séisme (sismicité faible). Il est également exposé à un risque technologique,  le transport de matières dangereuses. Un site publié par le BRGM permet d'évaluer simplement et rapidement les risques d'un bien localisé soit par son adresse soit par le numéro de sa parcelle.

#### Risques naturels
Certaines parties du territoire communal sont susceptibles d’être affectées par le risque d’inondation par débordement de cours d'eau, notamment le Palais. La commune a été reconnue en état de catastrophe naturelle au titre des dommages causés par les inondations et coulées de boue survenues en 1982, 1999 et 2010,.
Boresse-et-Martron est exposée au risque de feu de forêt du fait de la présence sur son territoire du massif de la Double saintongeaise, un massif classé à risque dans le plan départemental de protection des forêts contre les incendies (PDPFCI), élaboré pour la période 2017-2026 et qui fait suite à un plan 2007-2016. Les mesures individuelles de prévention contre les incendies sont précisées par divers arrêtés préfectoraux et s’appliquent dans les zones exposées aux incendies de forêt et à moins de 200 mètres de celles-ci. L’article L.131-1 du code forestier et l’arrêté du 2 décembre 2020 règlementent l'emploi du feu en interdisant notamment d’apporter du feu, de fumer et de jeter des mégots de cigarette dans les espaces sensibles et sur les voies qui les traversent sous peine de sanctions. Un autre arrêté du 2 décembre 2020 rend le débroussaillement obligatoire, incombant au propriétaire ou ayant droit,,,.

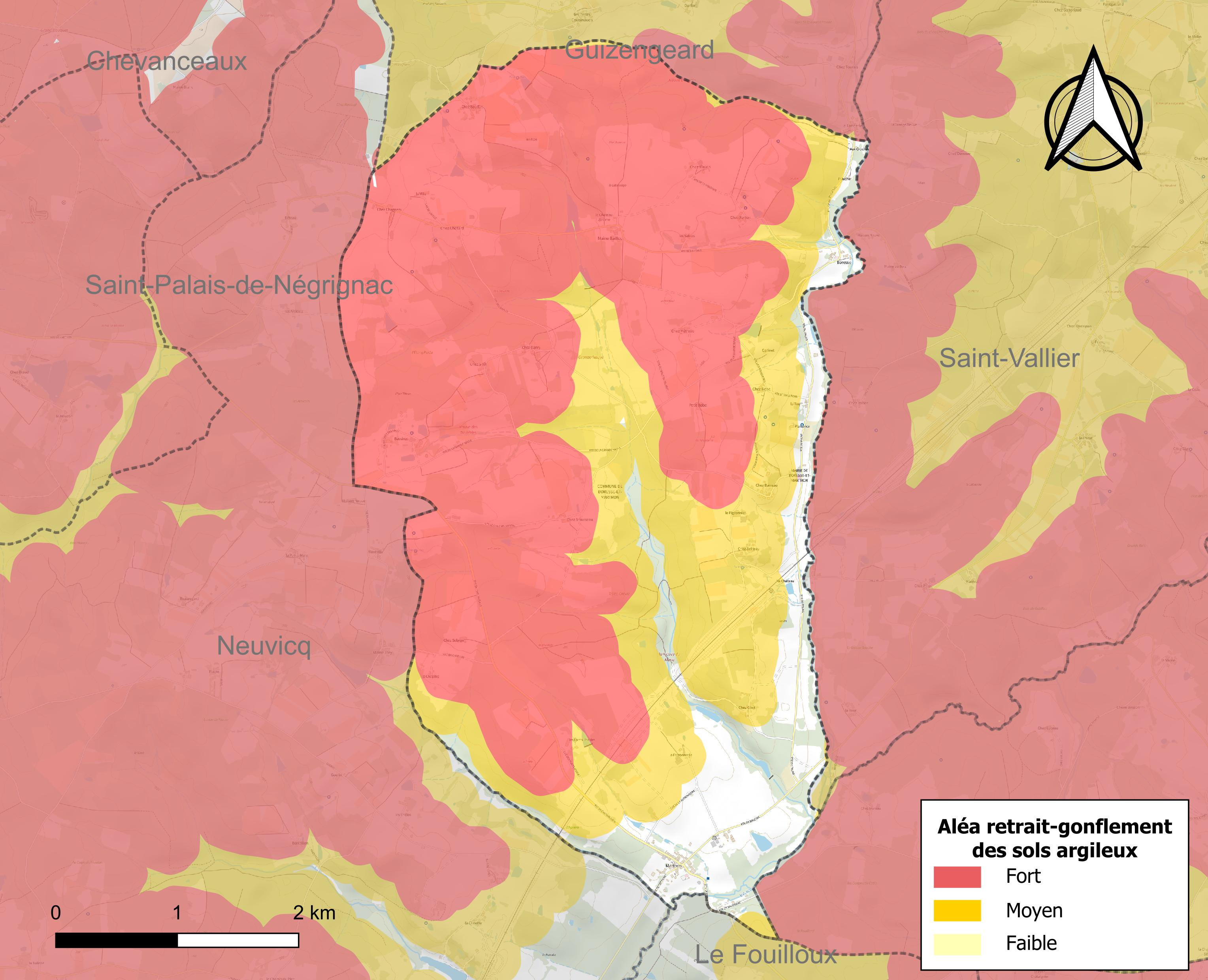
Carte des zones d'aléa retrait-gonflement des sols argileux de Boresse-et-Martron.

Les mouvements de terrains susceptibles de se produire sur la commune sont des tassements différentiels.
Le retrait-gonflement des sols argileux est susceptible d'engendrer des dommages importants aux bâtiments en cas d’alternance de périodes de sécheresse et de pluie. 86,4 % de la superficie communale est en aléa moyen ou fort (54,2 % au niveau départemental et 48,5 % au niveau national). Sur les 127 bâtiments dénombrés sur la commune en 2019,  89 sont en aléa moyen ou fort, soit 70 %, à comparer aux 57 % au niveau départemental et 54 % au niveau national. Une cartographie de l'exposition du territoire national au retrait gonflement des sols argileux est disponible sur le site du BRGM,.
Par ailleurs, afin de mieux appréhender le risque d’affaissement de terrain, l'inventaire national des cavités souterraines permet de localiser celles situées sur la commune.
Concernant les mouvements de terrains, la commune a été reconnue en état de catastrophe naturelle au titre des dommages causés par la sécheresse en 1989 et par des mouvements de terrain en 1999 et 2010.

#### Risques technologiques
Le risque de transport de matières dangereuses sur la commune est lié à sa traversée par une ou des infrastructures routières ou ferroviaires importantes ou la présence d'une canalisation de transport d'hydrocarbures. Un accident se produisant sur de telles infrastructures est susceptible d’avoir des effets graves sur les biens, les personnes ou l'environnement, selon la nature du matériau transporté. Des dispositions d’urbanisme peuvent être préconisées en conséquence.

## Toponymie
"Bor" de Boresse serait issu de "Bors" qui est un rappel à la forêt de "Borne" (reliquat de la Double Saintongeaise) qui s'étend à Bors-de-Baignes, Boisbreteau, Brossac...

## Histoire
Bien que réunis en une seule commune sous la Restauration, les paroisses de Boresse et de Martron dépendaient l'une et l'autre de l'abbaye de Baignes, évêché de Saintes. Idem pour leurs seigneuries qui étaient rattachées à la Baronnie devenue Marquisat de Barbezieux.

### Moyen-Âge
Entre 1098 et 1109 des dons (église, terres) provenant de Boresse et Martron sont enregistrés dans le Cartulaire de l'Abbaye de Baignes.

### Ancien Régime

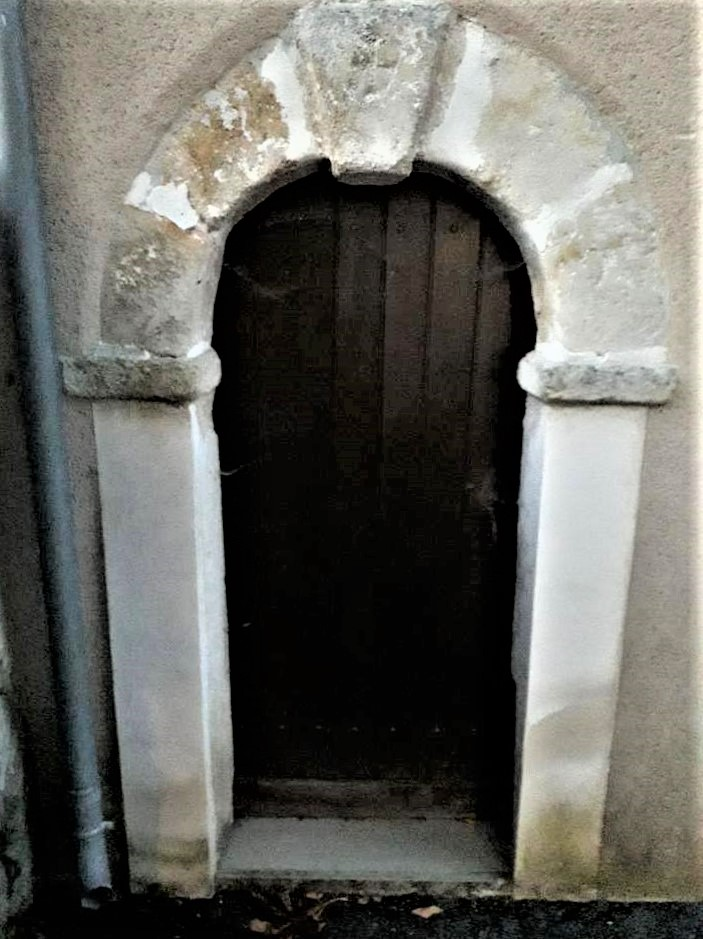
Porte de l'ancien presbytère de Boresse, transformé en salle des fêtes.

Le presbytère se situait au bourg de Boresse. Il desservait les paroisses annexes de Martron, Montendret et Guizengeard.

#### Seigneurs de Boresse
La terre de Boresse dépendait du fief et de la seigneurie du Châtelard à Passirac.
A l'intérieur de l'église de Boresse, une litre funéraire représente les armoiries de la Famille de Saint-Gelais de Lusignan et La Rochefoucauld, grands-seigneurs du Châtelard de Passirac.

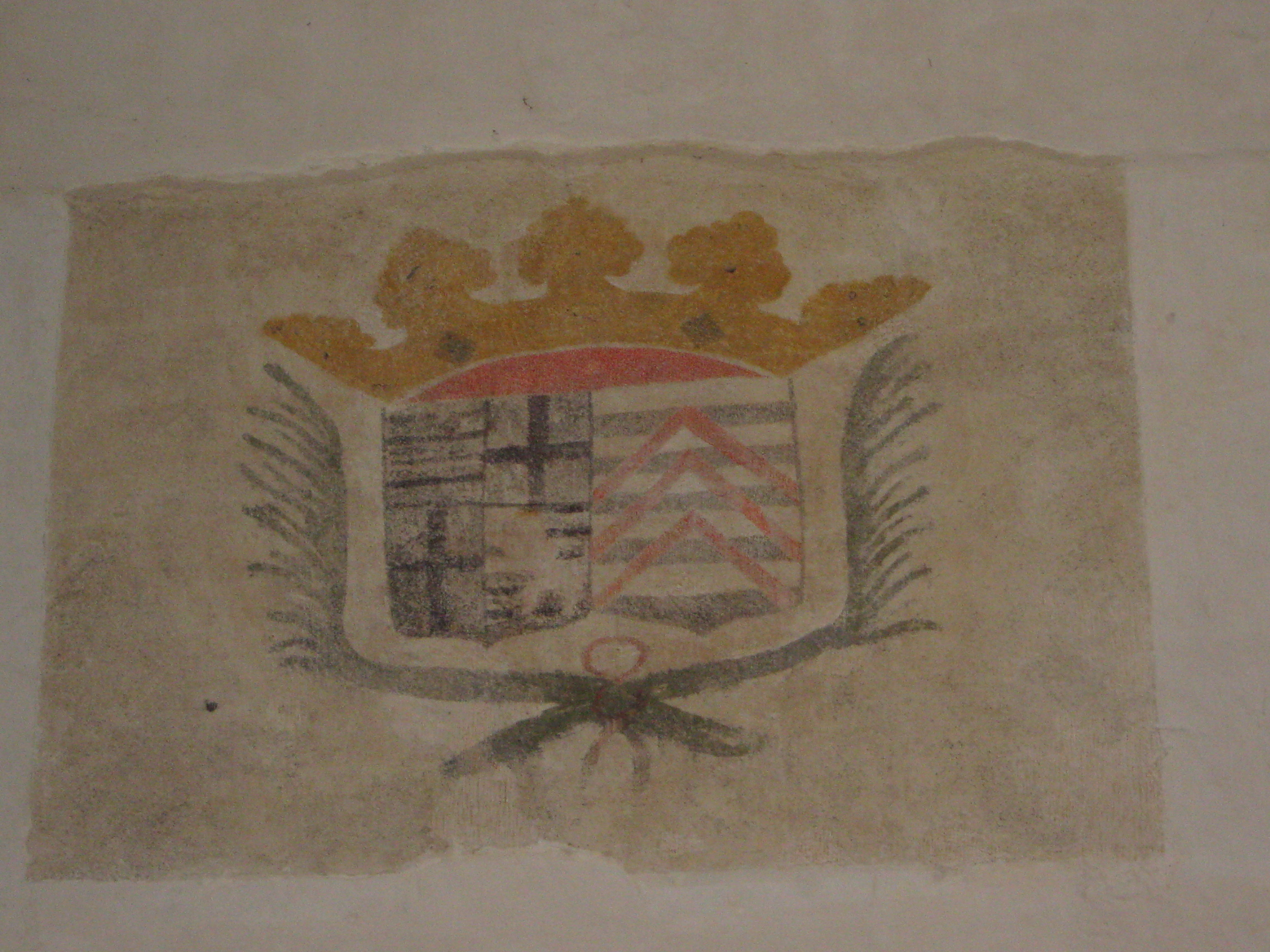
Photographie Litre funéraire intérieur église de Boresse, découverte en 1998 pendant des travaux de restauration.

En 1696, les droits seigneuriaux utiles et honorifiques de Boresse furent vendus à François Le Roy De Lenchères (1656-1730), seigneur du Maine-Léonard à Dignac et de Martron.
En 1730, Gaston Le Roy Demonville (1685-1740) revend les droits à François Ribéreau (1693-1763) lui-même descendant des meuniers du moulin de Boresse. Les Ribéreau conserveront les droits seigneuriaux de Boresse jusqu'en 1793.
En 1767, un autre François Ribéreau (1725-1814) juge de Boresse, Martron, Bellevue, Saint-Avit et Bazac, est nommé parrain de la cloche de l'église de Boresse, avec pour marraine sa femme Marie Guimberteau.
En 1771, la terre de Boresse dépendait toujours du Châtelard de Passirac.

#### Seigneurs de Martron
Bien qu'attachés à la terre de Barbezieux, le fief et la châtellenie de Martron restent indépendants.
À partir de 1640, la seigneurie de Martron est tenue par le chevalier André De Cérétany (1610-1680), seigneur de Lisledo et de Martron. Il résidait à Montville paroisse de Neuvicq mais fut inhumé dans l'église de Martron.
En 1771, Martron était tenue par Etienne de Pindray, seigneur de Bois-Maury à Sainte-Croix-de-Mareuil, époux de Marie Le Roy Demonville (sœur de Gaston), puis second époux de Charlotte Guinot de Dercie (première épouse de Gaston).

### Période Révolutionnaire
En octobre 1789, un courrier est envoyé à Jean Sylvain Bailly par les habitants de Boresse, Guizengeard, Martron et Montendret. Ce courrier l'informe de la formation d'un Comité Patriotique afin de garantir leur sécurité, car le gouverneur de Saintonge Jean-Frédéric de La Tour du Pin n'a jamais donné réponse.
Ce comité avait pour président François Ribéreau (notaire et juge), conseiller ecclésiastique Pierre Guimberteau (curé), secrétaire Jean Peychaud (bourgeois). Il fut dissout le 2 février 1790.

### Seconde guerre mondiale
L'instituteur Raymond Bouchet (1909-1944), résistant dans le réseau « Honneur et patrie », fut révoqué par le régime de Vichy en 1942. Arrêté à La Rochelle en 1943, il fut déporté en Allemagne, et mourut dans le camp de Neuengamme.
Une plaque commémorative figure dans une salle de classe de l'école de Boresse.

## Administration

### Liste des maires
| Période                                  | Période  | Identité        | Étiquette | Qualité                    |
| ---------------------------------------- | -------- | --------------- | --------- | -------------------------- |
| 1971                                     | 1995     | Jean David      | DVG       | Exploitant agricole        |
| juin 1995                                | 2014     | Lucien Morand   |           |                            |
| mars 2014                                | En cours | Michel Ollivier |           | Retraité de l'enseignement |
| Les données manquantes sont à compléter. |          |                 |           |                            |

## Population et société

### Démographie

#### Évolution démographique
L'évolution du nombre d'habitants est connue à travers les recensements de la population effectués dans la commune depuis 1793. Pour les communes de moins de 10 000 habitants, une enquête de recensement portant sur toute la population est réalisée tous les cinq ans, les populations de référence des années intermédiaires étant quant à elles estimées par interpolation ou extrapolation. Pour la commune, le premier recensement exhaustif entrant dans le cadre du nouveau dispositif a été réalisé en 2004.

En 2022, la commune comptait 203 habitants, en évolution de −5,58 % par rapport à 2016 (Charente-Maritime : +4,04 %, France hors Mayotte : +2,11 %).
| 1793 | 1800 | 1806 | 1821 | 1831 | 1836 | 1841 | 1846 | 1851 |
| ---- | ---- | ---- | ---- | ---- | ---- | ---- | ---- | ---- |
| 178  | 221  | 264  | 359  | 364  | 304  | 351  | 374  | 347  |

| 1856 | 1861 | 1866 | 1872 | 1876 | 1881 | 1886 | 1891 | 1896 |
| ---- | ---- | ---- | ---- | ---- | ---- | ---- | ---- | ---- |
| 348  | 345  | 369  | 366  | 367  | 378  | 370  | 366  | 343  |

| 1901 | 1906 | 1911 | 1921 | 1926 | 1931 | 1936 | 1946 | 1954 |
| ---- | ---- | ---- | ---- | ---- | ---- | ---- | ---- | ---- |
| 384  | 382  | 379  | 377  | 372  | 350  | 308  | 352  | 347  |

| 1962 | 1968 | 1975 | 1982 | 1990 | 1999 | 2004 | 2006 | 2009 |
| ---- | ---- | ---- | ---- | ---- | ---- | ---- | ---- | ---- |
| 358  | 304  | 255  | 228  | 198  | 221  | 190  | 178  | 190  |

| 2014 | 2019 | 2022 | - | - | - | - | - | - |
| ---- | ---- | ---- | - | - | - | - | - | - |
| 212  | 204  | 203  | - | - | - | - | - | - |

#### Pyramide des âges
La population de la commune est relativement âgée.
En 2018, le taux de personnes d'un âge inférieur à 30 ans s'élève à 23,5 %, soit en dessous de la moyenne départementale (29 %). À l'inverse, le taux de personnes d'âge supérieur à 60 ans est de 42,1 % la même année, alors qu'il est de 34,9 % au niveau départemental.
En 2018, la commune comptait 97 hommes pour 110 femmes, soit un taux de 53,14 % de femmes, légèrement supérieur au taux départemental (52,15 %).
Les pyramides des âges de la commune et du département s'établissent comme suit.
| Hommes | Classe d’âge | Femmes |
| ------ | ------------ | ------ |
| 2,1    | 90 ou +      | 2,8    |
| 15,6   | 75-89 ans    | 17,6   |
| 25,0   | 60-74 ans    | 21,3   |
| 22,9   | 45-59 ans    | 22,2   |
| 12,5   | 30-44 ans    | 11,1   |
| 11,5   | 15-29 ans    | 7,4    |
| 10,4   | 0-14 ans     | 17,6   |

| Hommes | Classe d’âge | Femmes |
| ------ | ------------ | ------ |
| 1,1    | 90 ou +      | 2,6    |
| 10,1   | 75-89 ans    | 12,6   |
| 22     | 60-74 ans    | 23,2   |
| 20,1   | 45-59 ans    | 19,7   |
| 16,1   | 30-44 ans    | 15,6   |
| 15,2   | 15-29 ans    | 12,7   |
| 15,4   | 0-14 ans     | 13,6   |

## Économie

### Agriculture
Les activités agricoles principales sont l'élevage de bovins, l'élevage d'ovins, l'exploitation forestière de pins maritimes, la culture de céréales et la viticulture dont l'AOC Cognac fait partie des bons bois. Les viticulteurs ne possèdent pas d'alambic, ils vendent leur vin en coopérative de Cognac.

### Commerces, industrie
La Scierie Mallet de Martron est la dernière en activité.
Jusqu'au début des années 2000, le bourg de Martron abritait une boulangerie, un bar-tabac, une station-service et un commerce de gros en produits chimiques agricoles. Dans la même période, un distillateur ambulant (Bouilleur de cru) s'installait une fois par an au bourg de Boresse, entre le pont du Palais et le pont de l'écluse.

### Tourisme
Le Gîte du Gueurlet au lieu-dit de chez Baudut.

## Équipements, services et vie locale
Depuis 1970, l'école primaire publique de Boresse-et-Martron, située derrière la mairie, est un Regroupement Pédagogique Intercommunal (RPI) qui partage le rassemblement des élèves avec l'école publique de Neuvicq. Le secteur du collège est Montguyon.

## Lieux et monuments

### Patrimoine religieux

#### Église de la Nativité

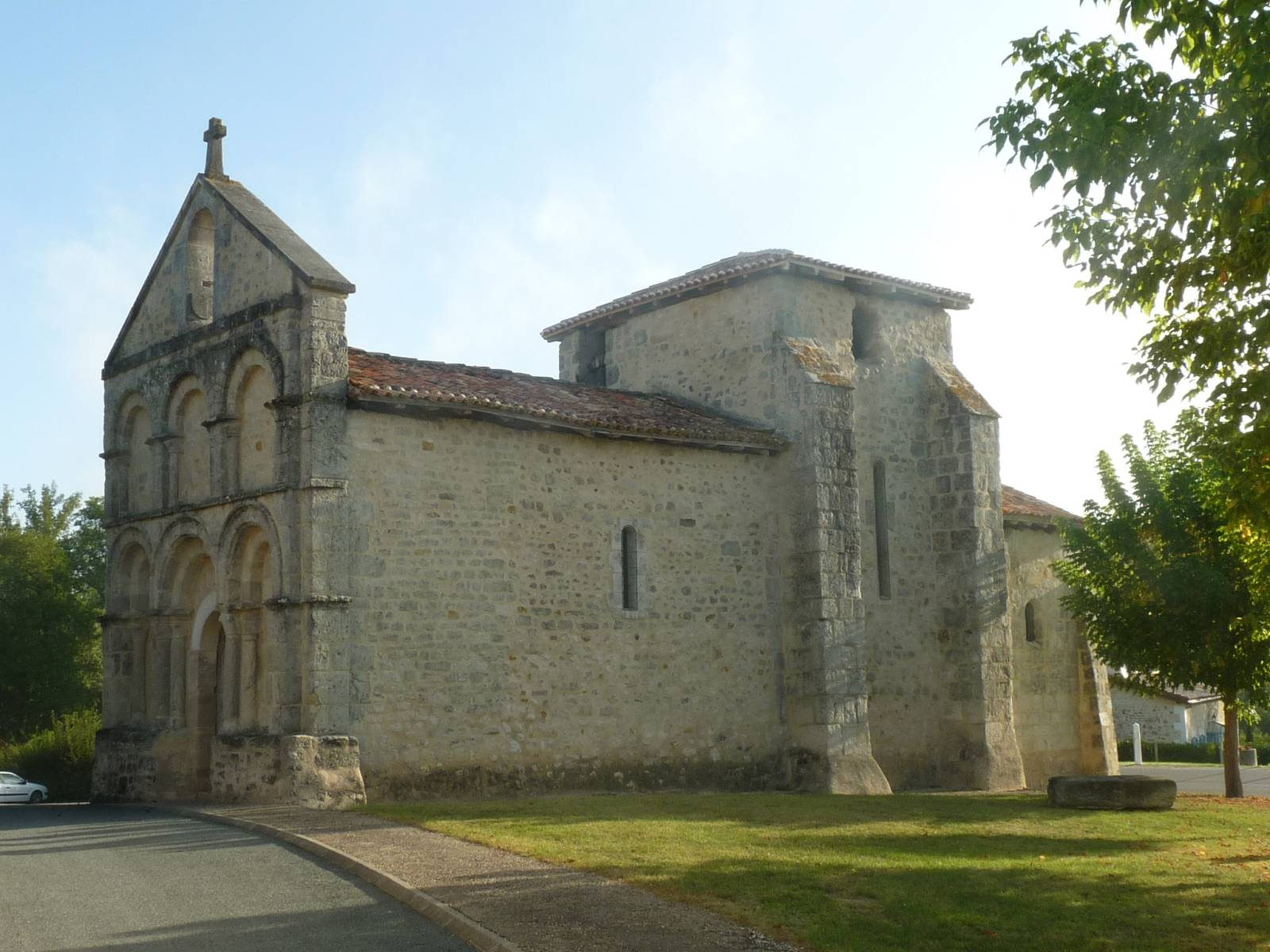
Église de Boresse.

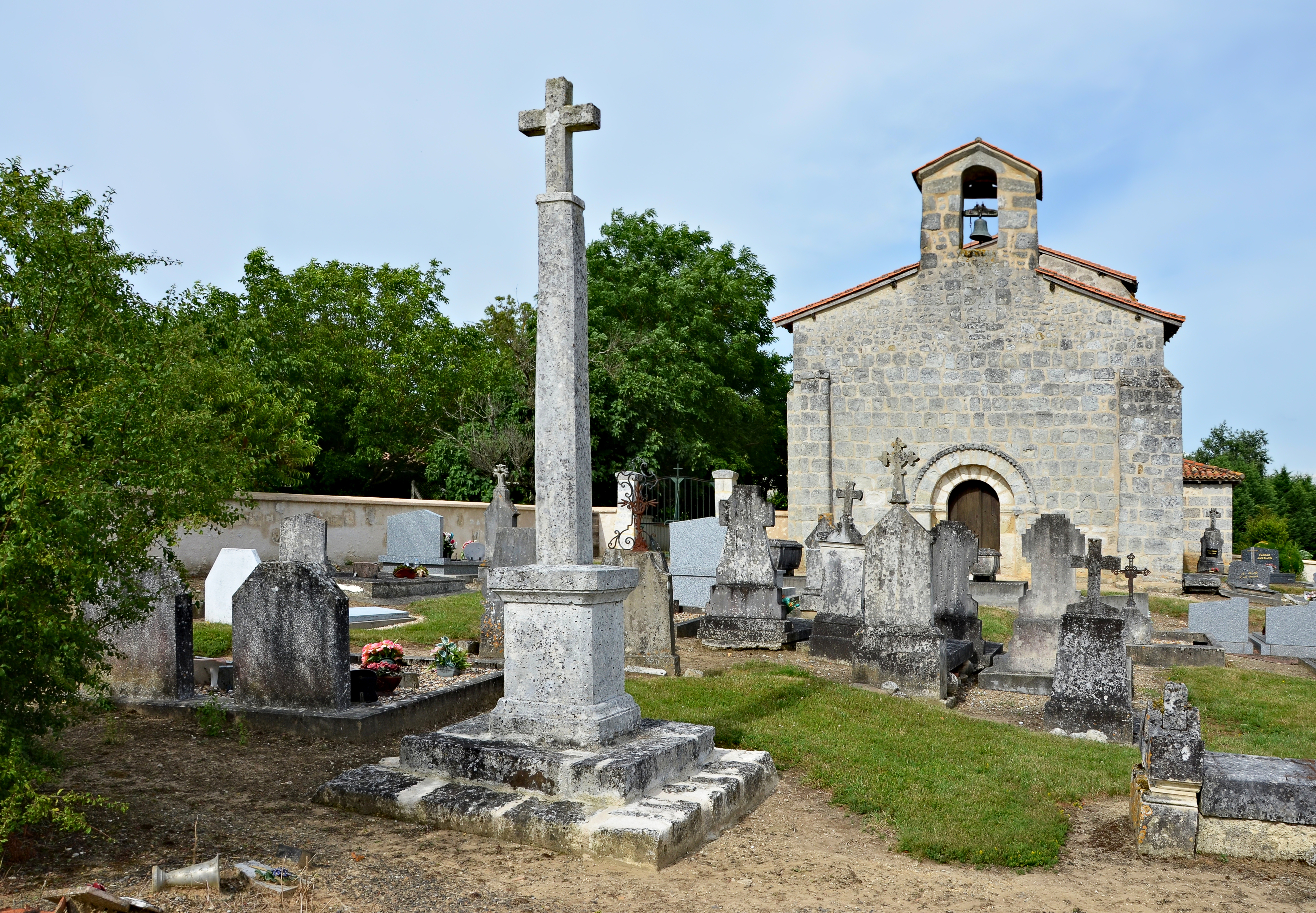
Cimetière et église de Martron.

Située au bourg de Boresse, cette église romane du XIIe siècle, fortement remaniée au cours de son histoire, a vu sa façade inscrite au titre des monuments historiques le 22 août 1949. Le 5 décembre 2000, le reste de l'église, la sacristie et le bâtiment accolé sont eux aussi inscrits.
Un encensoir et une navette à encens (vase en forme de petit navire contenant l’encens qui sera versé dans l’encensoir) datant du XVIIIe sont inscrits au registre des Mobiliers Historiques depuis le 3 septembre 1971.
Cette église recèle une croix de procession en argent sur âme de bois avec appliques d'or qui daterait du XVe. Riche d'un Christ, des Évangélistes  et d'une Vierge à l'Enfant, elle est inscrite au registre des Mobiliers Historiques depuis le 28 janvier 1922.

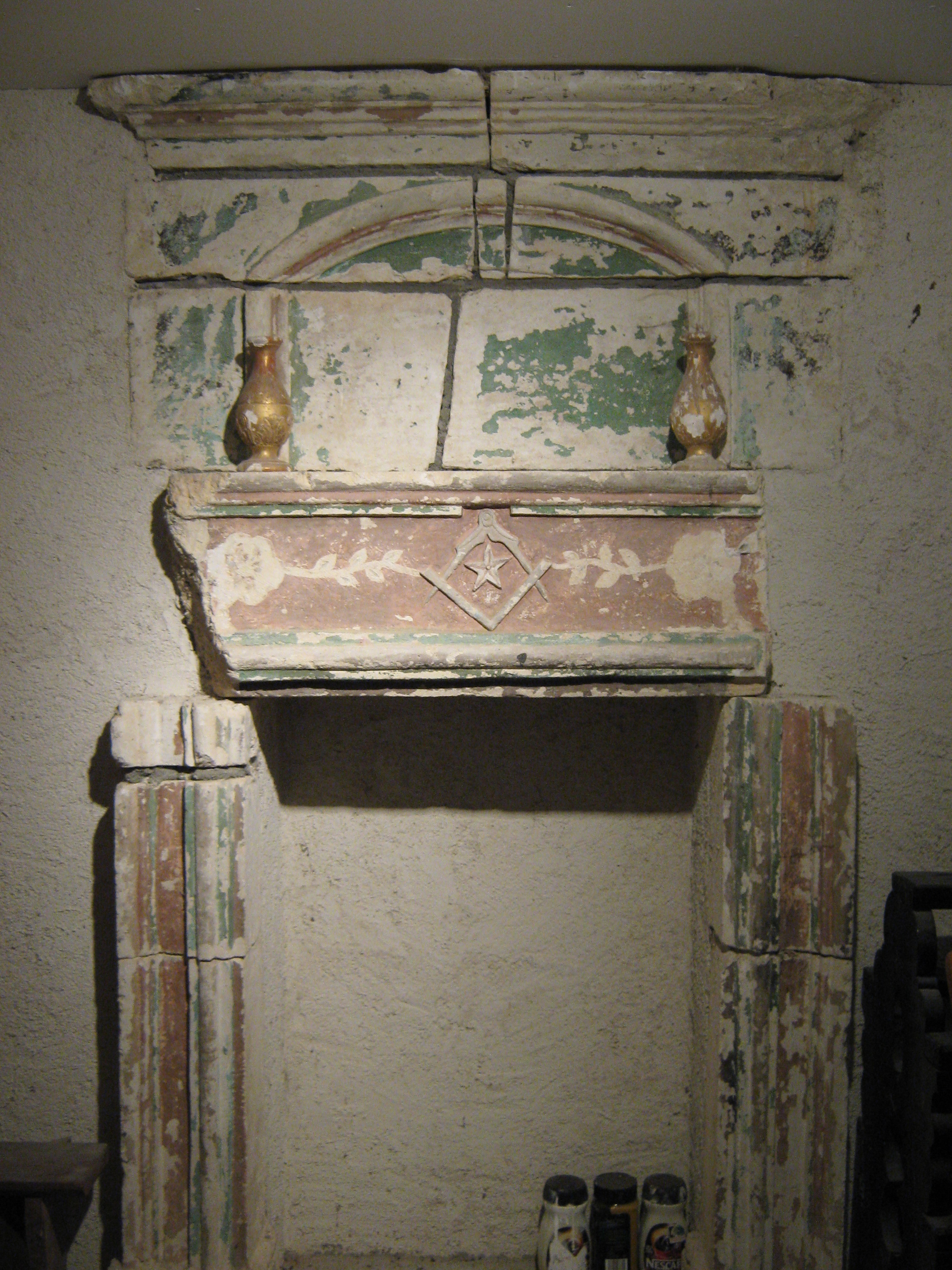
Cheminée sacristie de Boresse, dite de Guimberteau.

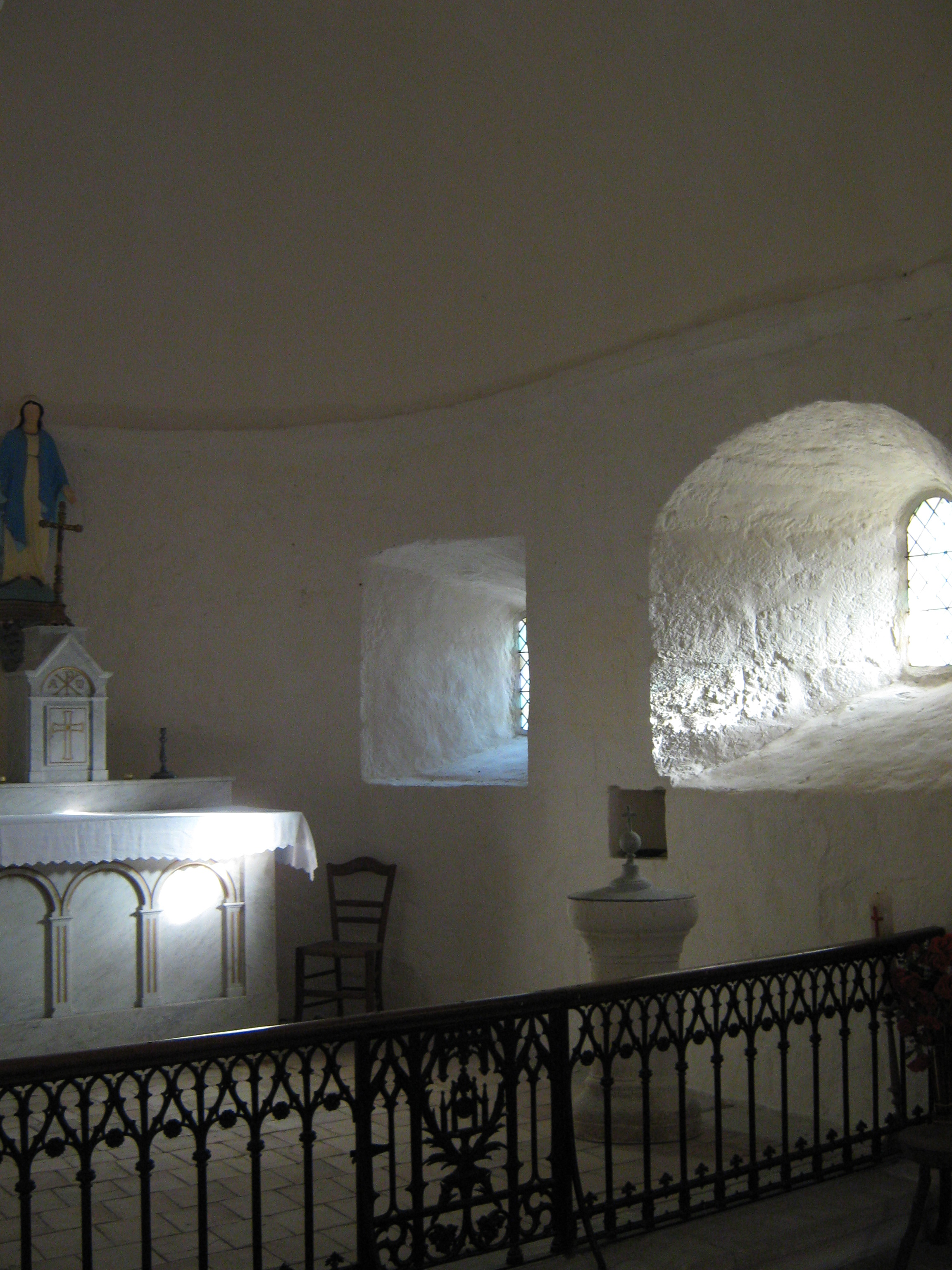
Chœur église de Boresse.

Pierre Guimberteau curé à Boresse de juin 1776 à avril 1791, a laissé de nombreuses traces de son passage. Sur la pierre sacrée de l'encensoir, son nom fut gravé en 1779. Membre de la Franc-maçonnerie, des symboles figures sur une cheminée de la sacristie de Boresse (compas + équerre) ainsi que sur le tableau de Saint-Pierre (lettre G).

#### Église Saint-Pierre
Église romane au milieu du cimetière, sise au bourg de Martron.

#### Temple de Boresse

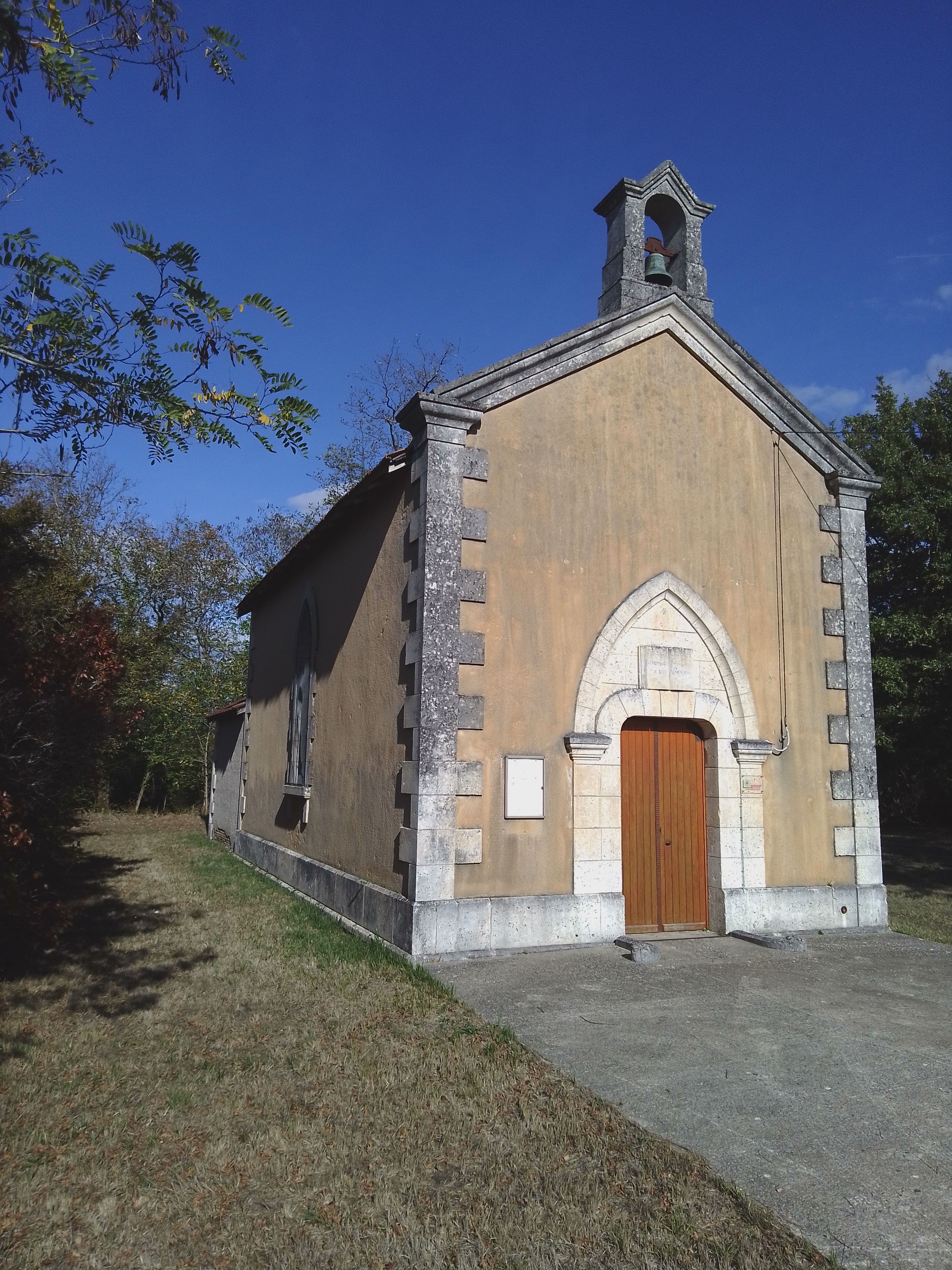
Façade du temple protestant de Boresse-et-Martron.

Petit temple protestant à l'ouest de Martron (route de Chevanceaux), inauguré le 31 octobre 1901 "C'est au bourg de Boresse, en 1850, que la première conférence a été donnée dans ce milieu pour faire connaître le protestantisme ; d'autres conférences ont été données par la suite au bourg de Neuvicq principalement et à Bassinet. C'est ainsi qu'un noyau de protestants s'est peu à peu constitué, nécessitant la construction d'un temple".

#### Croix de Martron

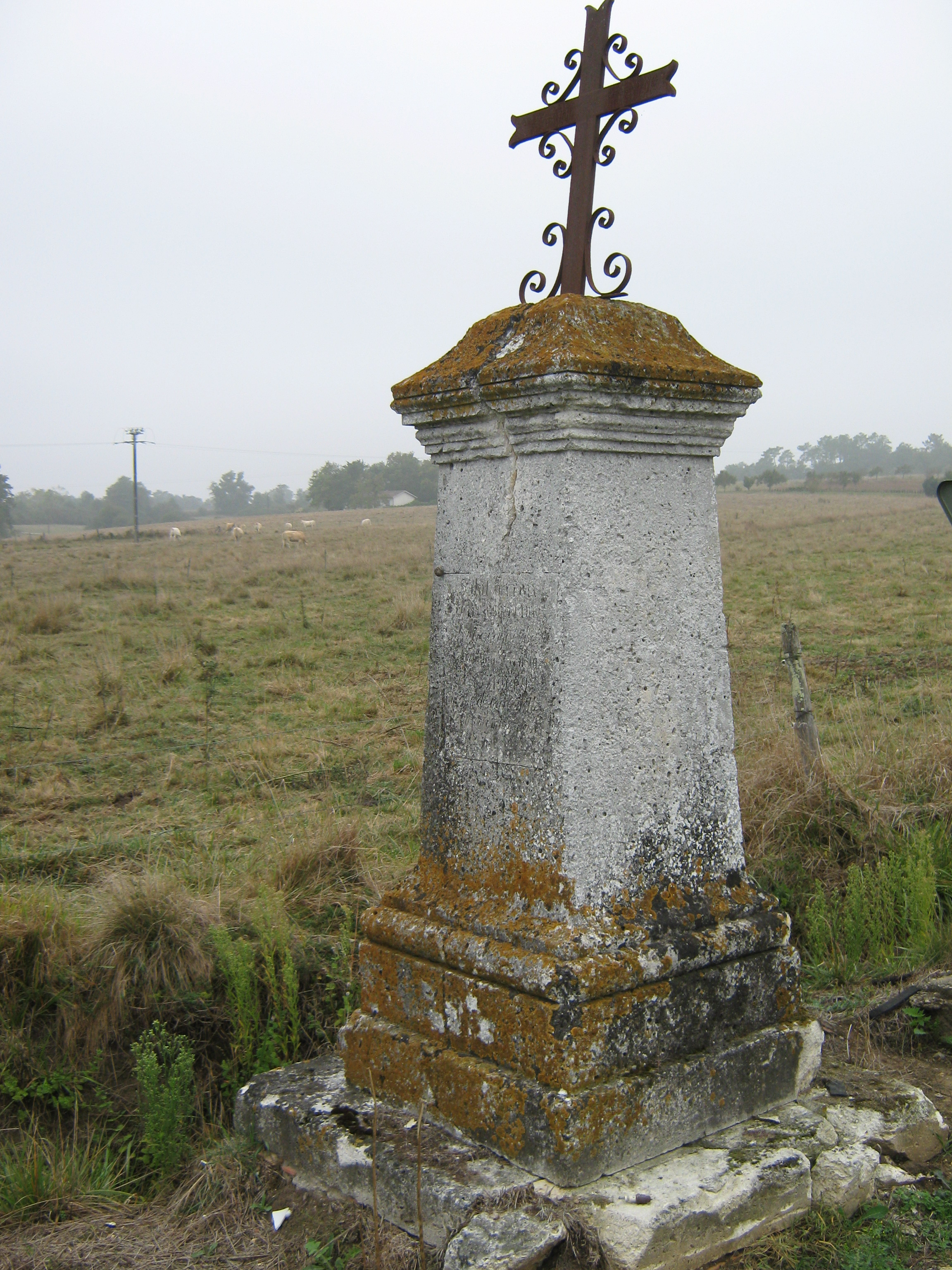
Croix ancienne à l'entrée de Martron, chemin du lieu-dit de La Ferronnerie.

### Patrimoine civil

#### Ponts du Palais

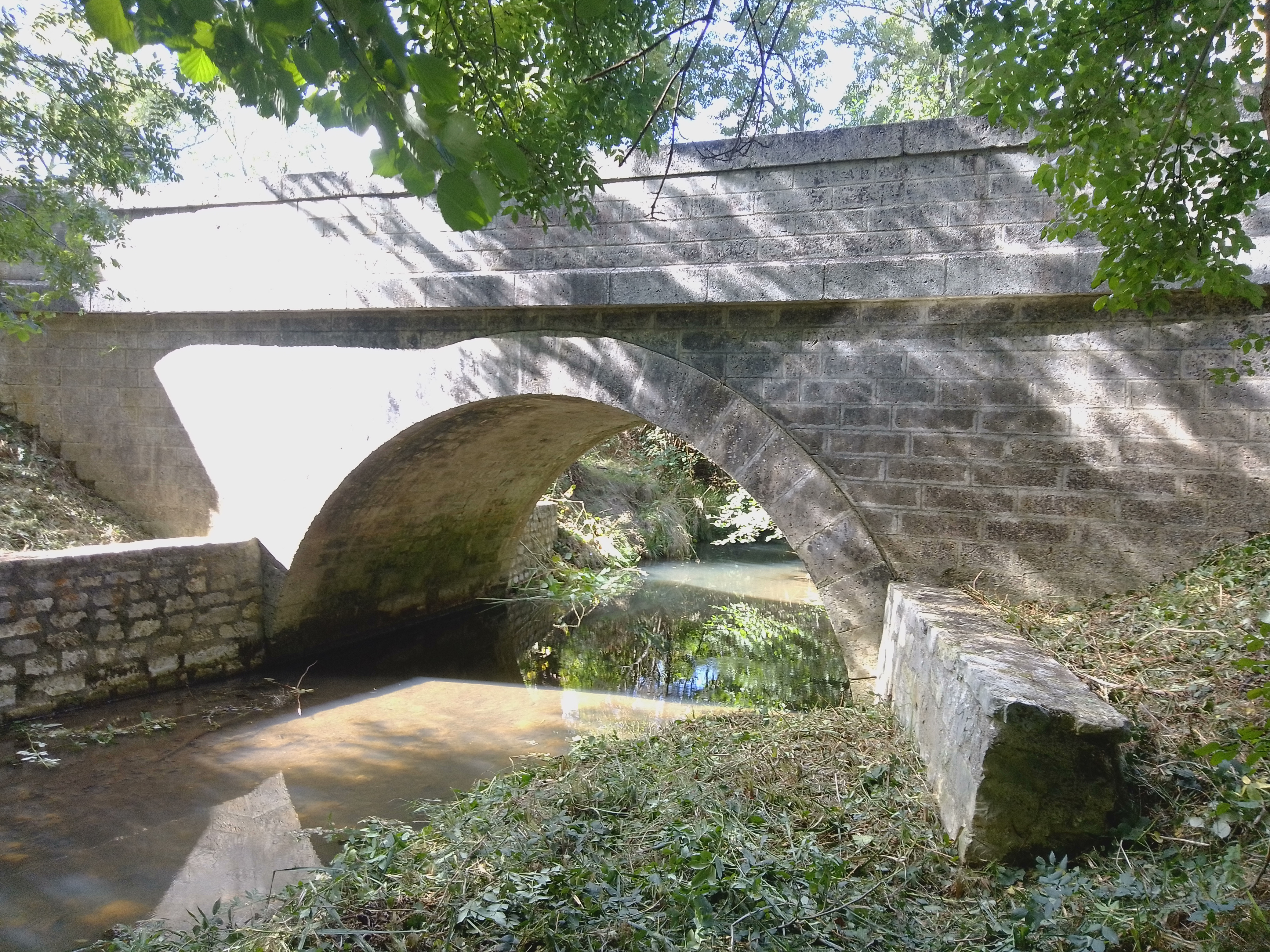
Pont de pierre sur le Palais à Boresse.

Sur la commune, trois ponts de pierre datant du XIXème siècle, enjambent le Palais.

#### Puits obus

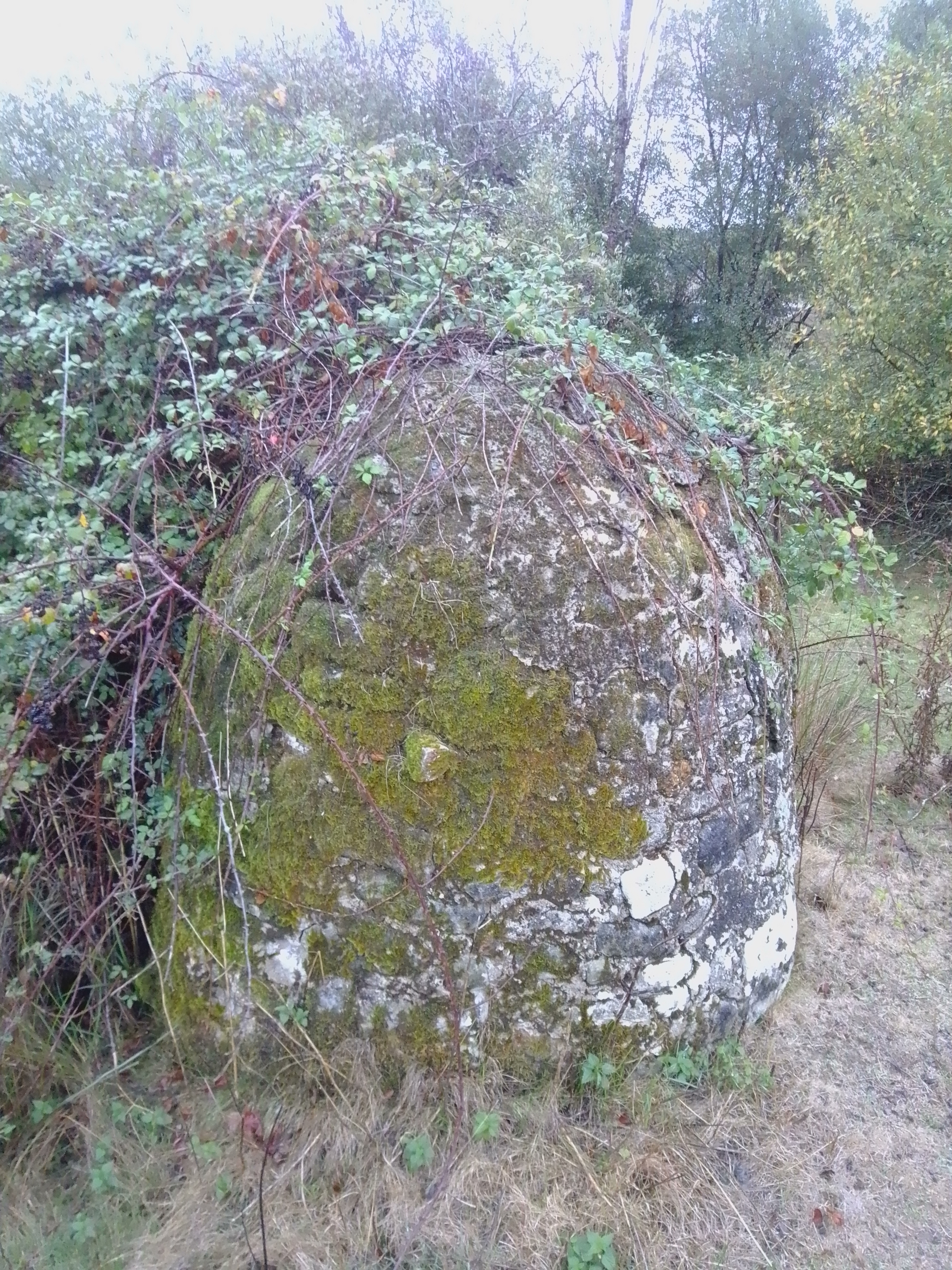
Fontaine en forme d'obus de chez Berteau.

Sur la commune, trois fontaines ou puits en forme d'obus se trouvent aux lieux-dits de chez Berteau, chez Barreau et chez Ganry.

#### Étang du Maine-Baillou

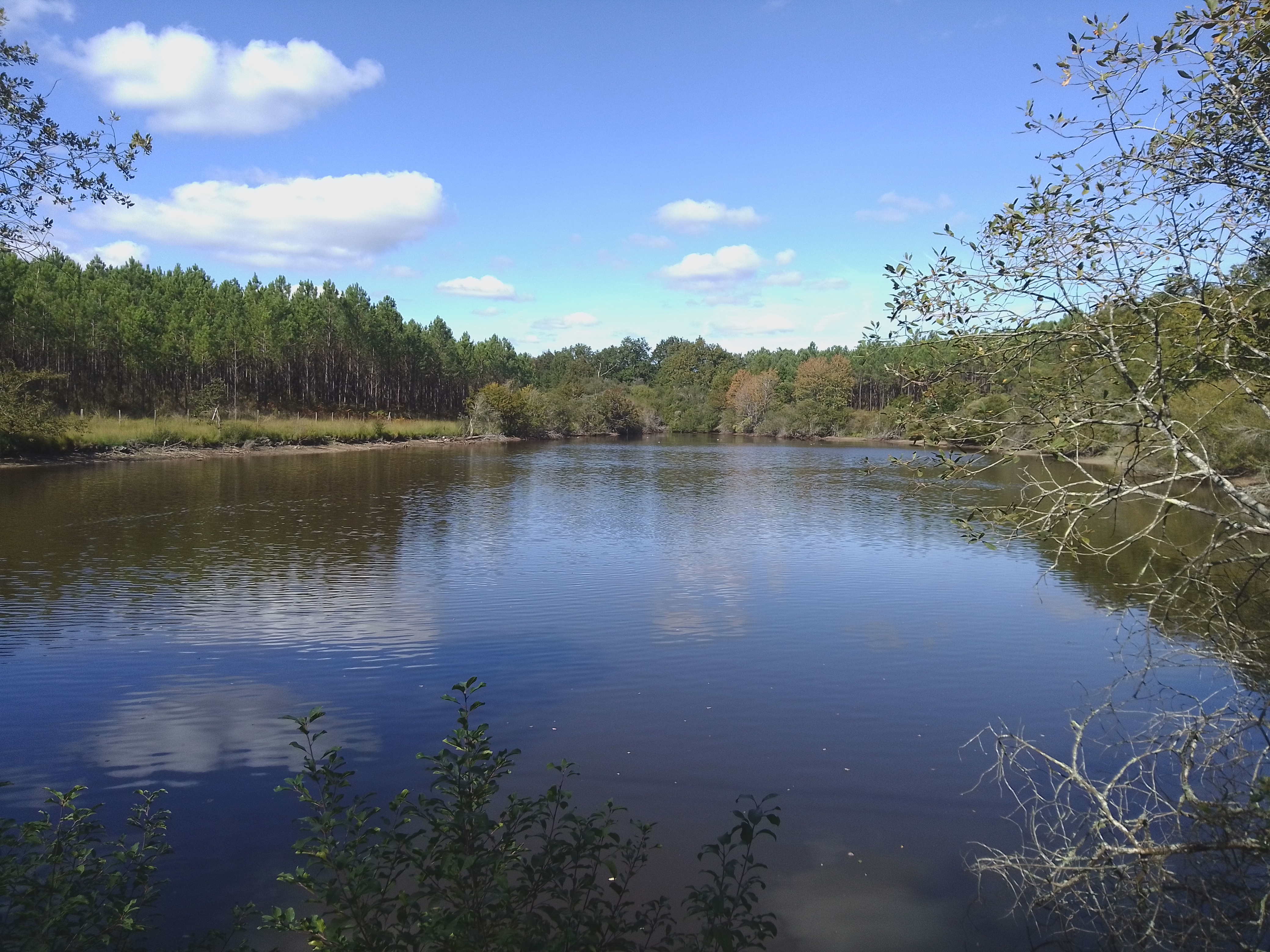
Etang du Maine-Baillou, vue depuis la digue.

Au lieu-dit Le Maine-Baillou, se trouve un étang artificiel dont la digue constitue une voie pour le passage de la route. Son origine est ancienne, car il est représenté avec sa digue sur la carte de Cassini.

#### Moulin de Boresse

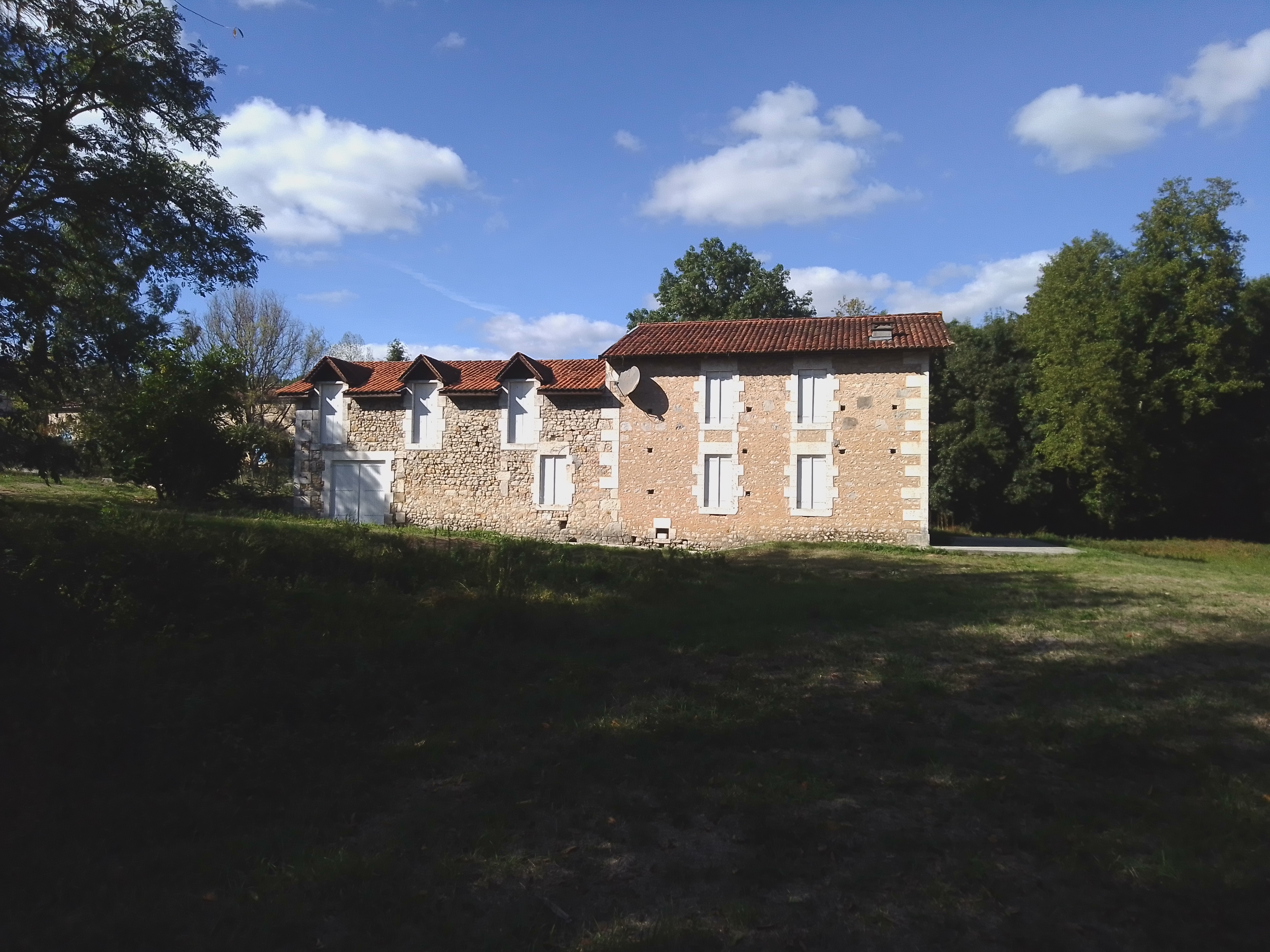
Ancien moulin de Boresse vu du Palais.

Situé en contrebas du bourg de Boresse, sur la rivière du Palais, ce moulin a des origines anciennes. En 1615, il appartenait à Jacques Vigier seigneur de Luchet et du Châtelard de Passirac. La famille Ribéreau en fut locataire jusqu'en 1628, puis propriétaire.

## Personnalités liées à la commune
- Patrick Gagnier, coureur cycliste professionnel.